# Pyramid Arena

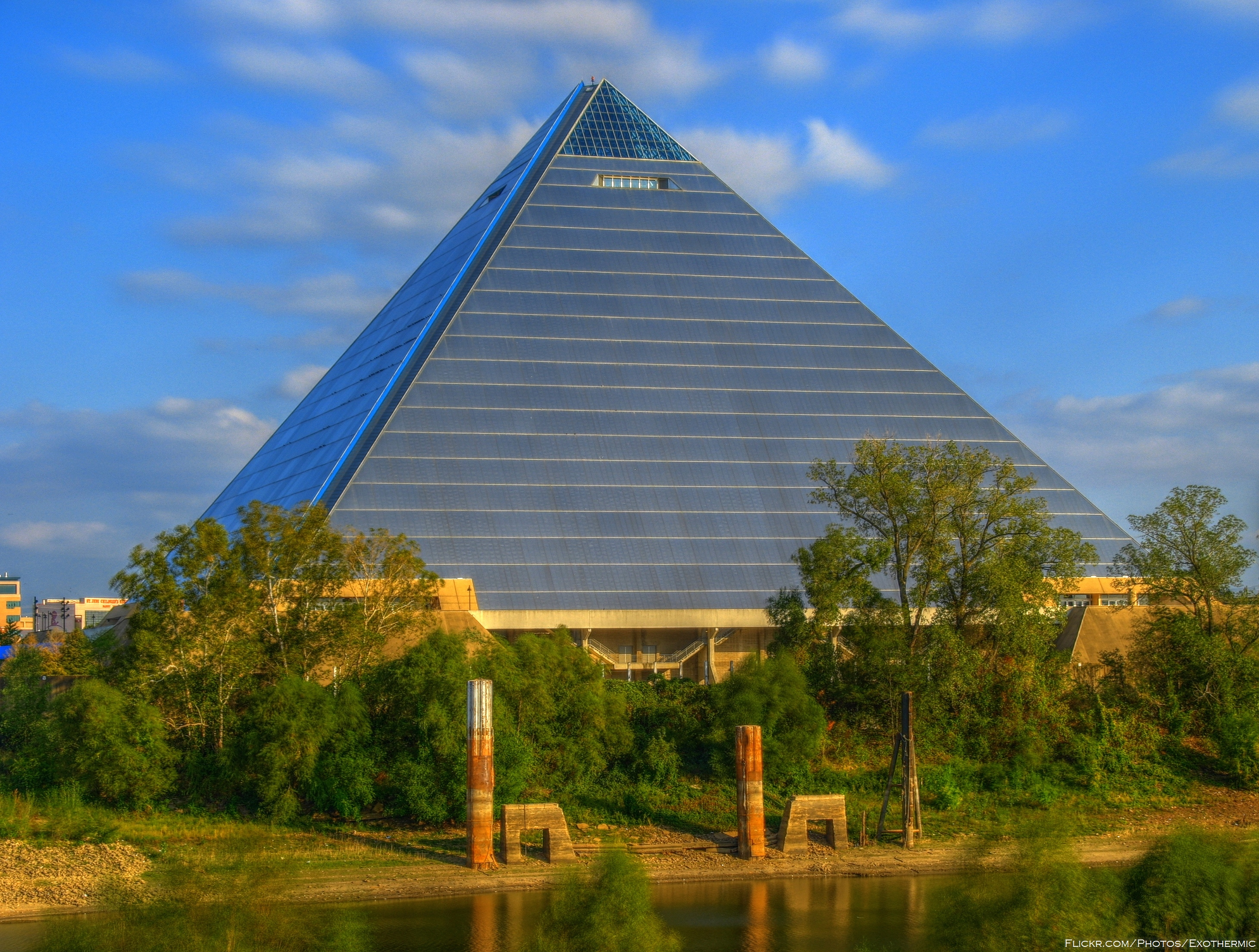
Pyramid Arena

A Pyramid Arena ou Pirâmide de Memphis é uma arena futurística da cidade de Memphis, Tennessee concluída em 1991 com 20.142 assentos. Localiza-se no centro da cidade, próxima a Mud Island. A arquitetura da arena baseia-se nas pirâmides egípcias da cidade de Mênfis. A arena possui 98 metros de altura, sendo a sexta maior pirâmide do planeta só superada pela grandiosidade da Pirâmide de Quéops (146 m), Pirâmide de Quéfren (143 m), Luxor Hotel (348 pés) e Pirâmide Curvada (102 m).